# Gnophomyia nitens
Gnophomyia nitens är en tvåvingeart som beskrevs av Edwards 1933. Gnophomyia nitens ingår i släktet Gnophomyia och familjen småharkrankar. Inga underarter finns listade i Catalogue of Life.